# 高寺台站
高寺台站位于中华人民共和国河北省承德市承德县高寺台镇，建于1977年。距承德站26公里，距隆化站30公里。现为四等站。客运办理旅客乘降，行李、包裹托运；货运办理整车、零担货物发到。